# セイヨウスモモ

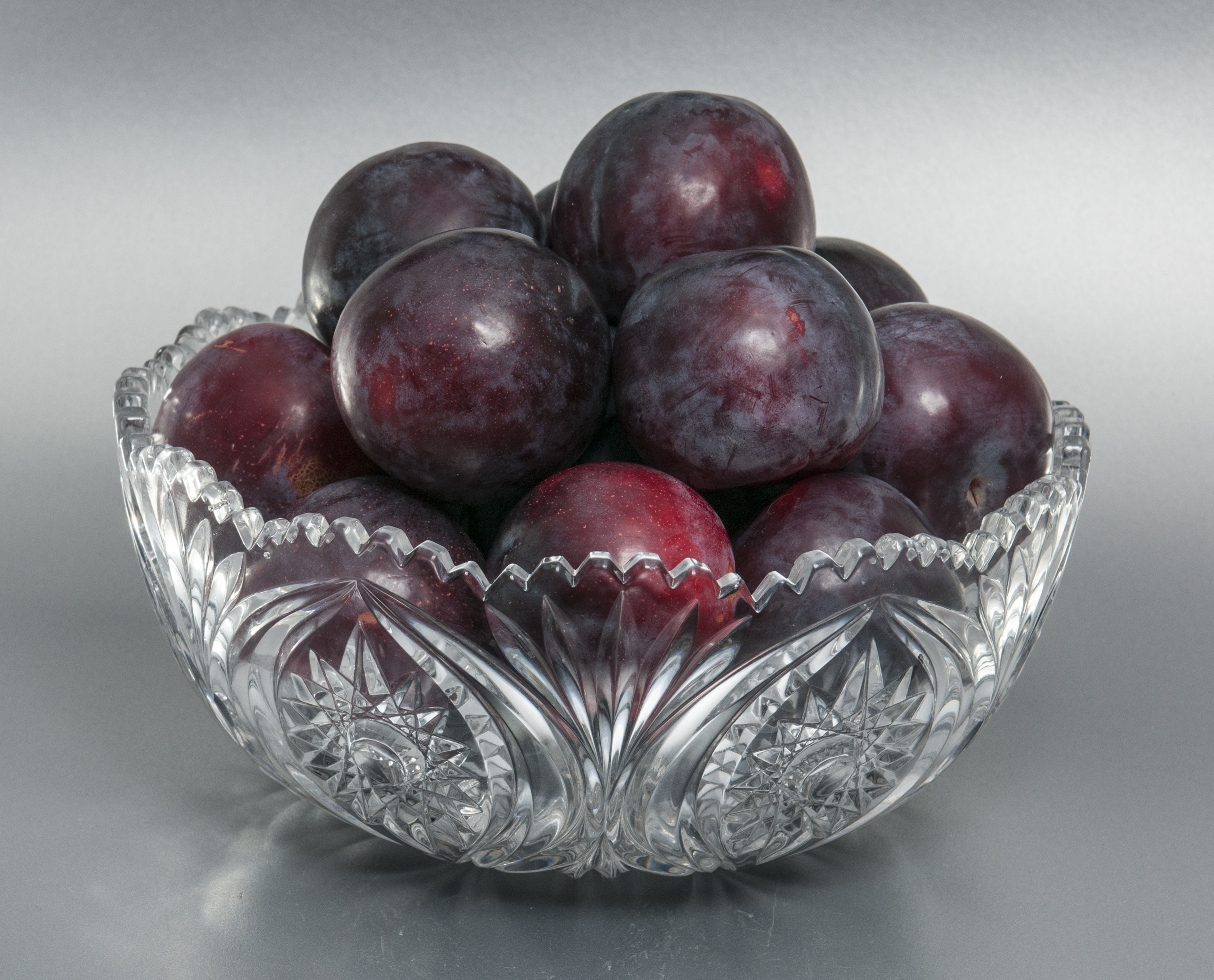

セイヨウスモモ（Prunus domestica、あるいは種間雑種であるとして Prunus × domesticaとも表記する）はバラ科の果樹の一種である。落葉樹で、英語圏でプラム（plum）として知られる様々な果樹が本種に属しているが、全てではない。グリーンゲージ、インシチチアスモモは本種の亜種である。
スピノサスモモ(Prunus spinosa)とミロバランスモモ(Prunus cerasifera)の雑種であると考えられている。
プラム類でヨーロッパでは最も多く栽培されている種がPrunus domesticaであり、プルーン（乾燥プラム）は本種の中で果汁の少ないグループ名で、他にレイヌクロード・イエローエッグ・インスペラトリス(ブループラム)・ロンバートなどのグループがある。
日本では、ブループラムはプルーンに似ているため、プルーンとして販売されている。

## 特徴
一般的には大型の低木または小高木である。棘を持つ場合もあり、花期は初春で白い花が咲く。楕円形または球形の様々な大きさの果実を付けるが、最大でも8 cm程度である。甘い品種（デザートプラム）が一般的であるが、食べるには砂糖を使って調理する必要のある酸っぱい品種もある。他の全てのサクラ属の果実と同じように、中心に大きな1つの種があり、一般的にstoneと呼ばれていて、食べる際には取り除かれる。
セイヨウスモモは商業的には果樹園で栽培されているが、台木に自家稔性の株を接いだ近年の苗木、育成、剪定法では比較的省スペース、1本の木で収穫が可能である。早期の開花、結実には霜や冷たい風から保護された場所を必要とする。
果実についてはプラムを参照。

## 栽培品種

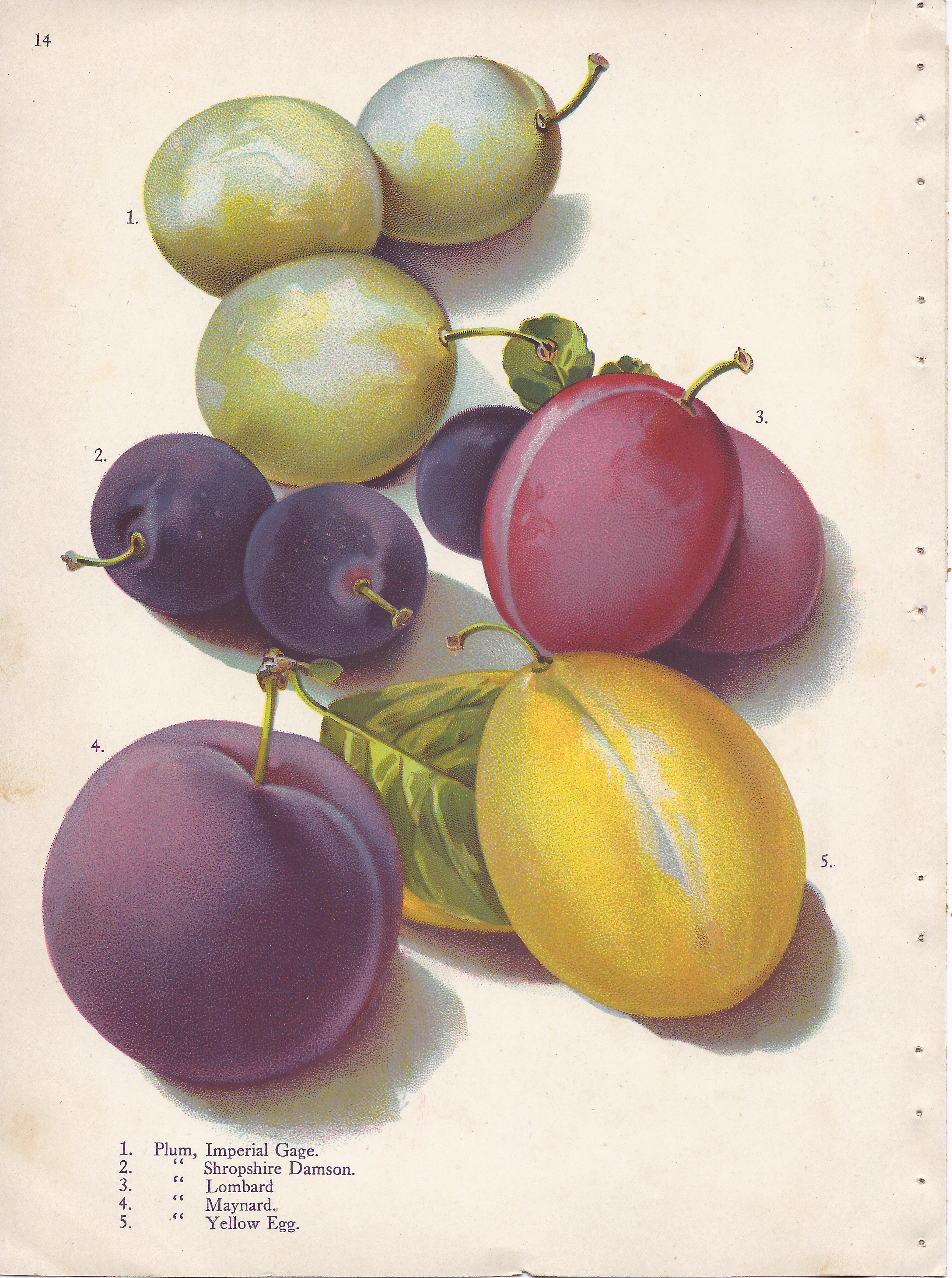
様々な栽培品種 (1)ｲﾝﾍﾟｱﾙｹｰｼﾞ (2)ﾀﾞﾑｿﾝ (3)ﾛﾝﾊﾞｰﾄﾞ (4)ﾒｲﾅｰﾄﾞ (5)ｲｴﾛｰｴｯｸﾞ

庭木用に様々な栽培品種が選抜されている。以下に示すのは王立園芸協会のAward of Garden Meritに選出されたものである:-
| - 'Blue Rock' - 'Blue Tit' - 'Czar' - 'Imperial Gage' | - 'Jefferson' - 'Laxton's Delight' - 'Mallard' - 'Marjory's Seedling' | - 'Opal' - 'Oullins Gage' - 'Pershore' - 'Victoria' |

## 亜種
Cullen et al. (1995) は3亜種を認めているが、科学的研究では更なる細分化が好まれる:
| - P. domestica ssp. domestica – common plums, zwetschge (including ssp. oeconomica) - P. domestica ssp. insititia – damsons and bullaces, krieche, kroosjes, perdrigon and other European varieties - P. domestica ssp. intermedia – egg plums (including Victoria plum) - P. domestica ssp. italica – gages (greengages, round plums etc.; including sspp. claudiana and rotunda) - P. domestica ssp. pomariorum – spilling - P. domestica ssp. prisca – zibarte - P. domestica ssp. syriaca – mirabelle plums |

雑種間の交雑は容易で、多数の中間的な形態のものが発見されている。これらには甘さ酸っぱさは様々で、色も青紫からオレンジ、黄色、ライトグリーンと多岐にわたる。